# Мидлвил (Њујорк)
Мидлвил (енгл. Middleville) град је у америчкој савезној држави Њујорк.

## Демографија
По попису из 2010. године број становника је 512, што је 38 (-6,9%) становника мање него 2000. године.
| Група             | 2000.       | 2010.       |
| Белци             | 534 (97,1%) | 500 (97,7%) |
| Афроамериканци    | 7 (1,3%)    | 0 (0,0%)    |
| Азијати           | 0 (0,0%)    | 2 (0,4%)    |
| Хиспаноамериканци | 3 (0,5%)    | 1 (0,2%)    |
| Укупно            | 550         | 512         |